# Fitosiderofori
I fitosiderofori sono agenti chelanti presenti all'interno del citoplasma delle cellule vegetali, a basso peso molecolare,  che legano e solubilizzano lo ione ferrico (Fe3+), permettendone l'assorbimento diretto. Sono presenti solamente all'interno delle Poaceae.